# Milorg

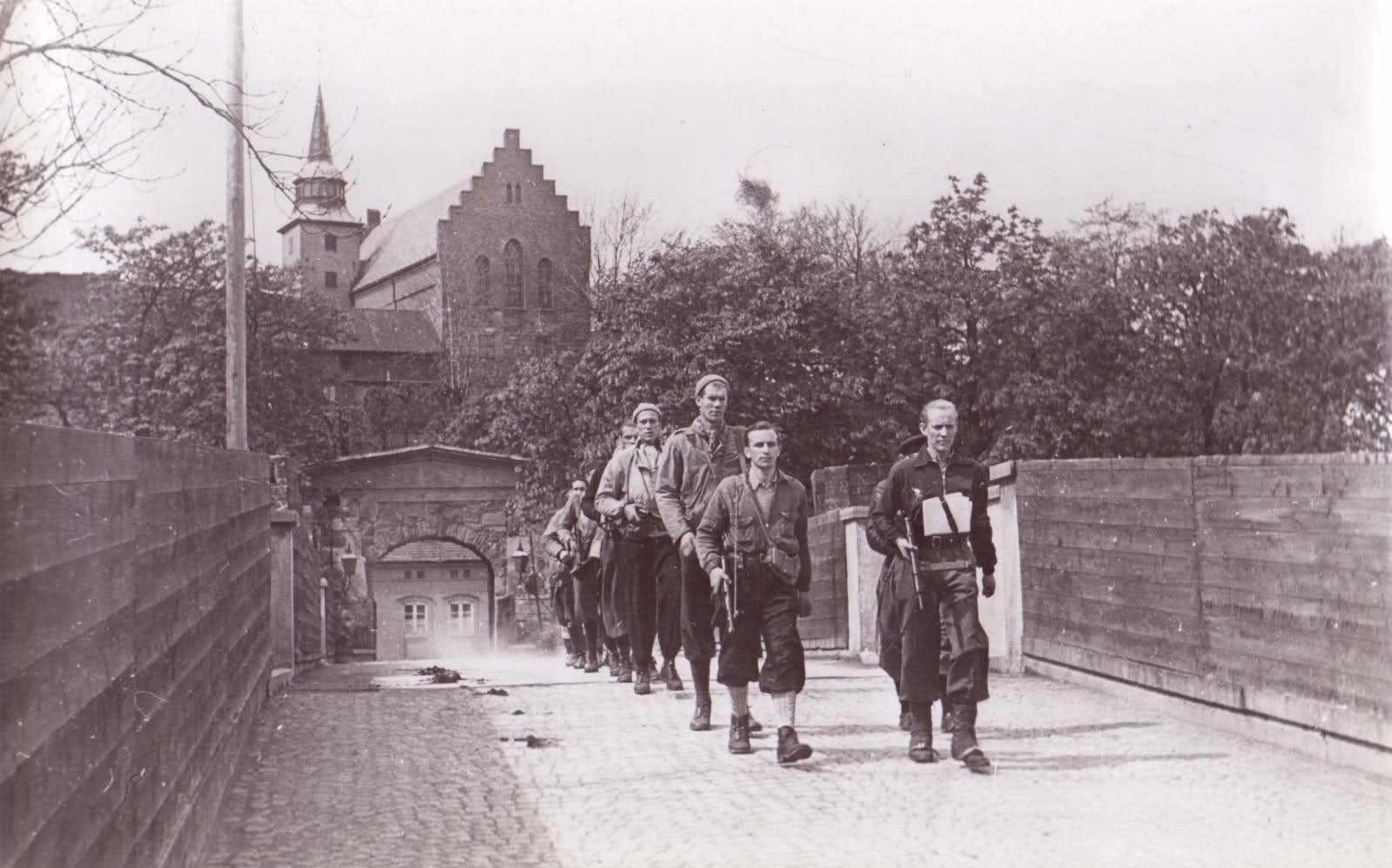
Členové Milorgu pochodují z pevnosti Akershus

Milorg (zkratka militær organisasjon – vojenská organizace) byla hlavním norským hnutím odporu za druhé světové války. Odboj zahrnoval shromažďování zpravodajských informací, sabotáže, zásobovací mise, nájezdy, špionáže, transport, přepravu zboží dovezeného do země, osvobození norských vězňů a doprovod prchajících občanů na hranici neutrálního Švédska.

## Historie
Německá okupace Norska začala v dubnu 1940 a Milorg byl vytvořen v květnu 1941 jako organizace sdružující nejrůznější skupiny, které se chtěly podílet na vnitřním vojenském odboji. Původně byl Milorg koordinován SOE, britskou organizací, která měla za úkol plánovat a vést odpor v okupovaných zemích.
Od listopadu 1941 byl Milorg ale propojen s vrchním velitelstvím norské exilové vlády v Londýně, které bylo podřízené britskému armádnímu oddělení British Field Office IV.  SOE však stále operovala nezávisle. Tento nedostatek koordinace vedl k řadě smrtelných incidentů, což v Milorgu vyvolalo hořkost. SOE změnila svou politiku na konci roku 1942 a od té doby byly snahy Milorgu a SOE koordinovány. Především kvůli strachu z odvety, jako byla tragédie v Telavågu v roce 1942, se Milorg zpočátku držel na okraji dění. Ale s postupem války se jeho členové stali aktivnějšími.
První stálé základny byly zřízeny v létě 1944. V době německé kapitulace 8. května 1945 byl Milorg schopen vycvičit a zásobit 40 000 vojáků. Ti pak také hráli důležitou roli při stabilizaci země.

## Členové
- Lorentz Brinch
- Arne Laudal
- Knut Møyen
- Terje Rollem
- Reidun Røed
- Hjalmar Steenstrup
- Andreas Tømmerbakke
- Herman Watzinger